# Агридаг
Агридаг, Агръдаг (на турски: Aras Güneyi Dağları, на арменски: Հայկական Պար) е планински хребет в Източна Турция, разположен в средната част на Арменската планинска земя, на север от езерото Ван. Простира се от запад на изток на протежение над 200 km и представлява изпъкнала на север дъга. На запад прохода Аквиран (2110 m) го отделя от хребета Бингьол, а на изток прохода Ченгел (2097 m) – от масива Арарат. Максималната му височина връх Кьоксе 3445 m се издига в централната му част, на 40 km северозападно от град Каракьосе. Изграден е от вулканични скали с конуси от угаснали вулкани, които са привързани към простиращият се по паралела разлом, оформящ хребета. Склоновете му са стръмни, скалисти, силно разчленени от дълбоки дефилета. По цялото било на хребета преминава участък от вододела между Каспийско море (река Аракс и десните ѝ притоци) на север и Персийския залив река Мурат (ляв приток на Ефрат) и нейните десни притоци – Гюзелдере, Кьорсу, Хънъс на юг. Преобладават планинските сухи степи, на места с редки дъбови, хвойнови и борови горички. В централната си част, западно от най-високия му връх преминава участък от шосето от Карс за Каракьосе.